# Cmentarz wojenny nr 340 – Zonia

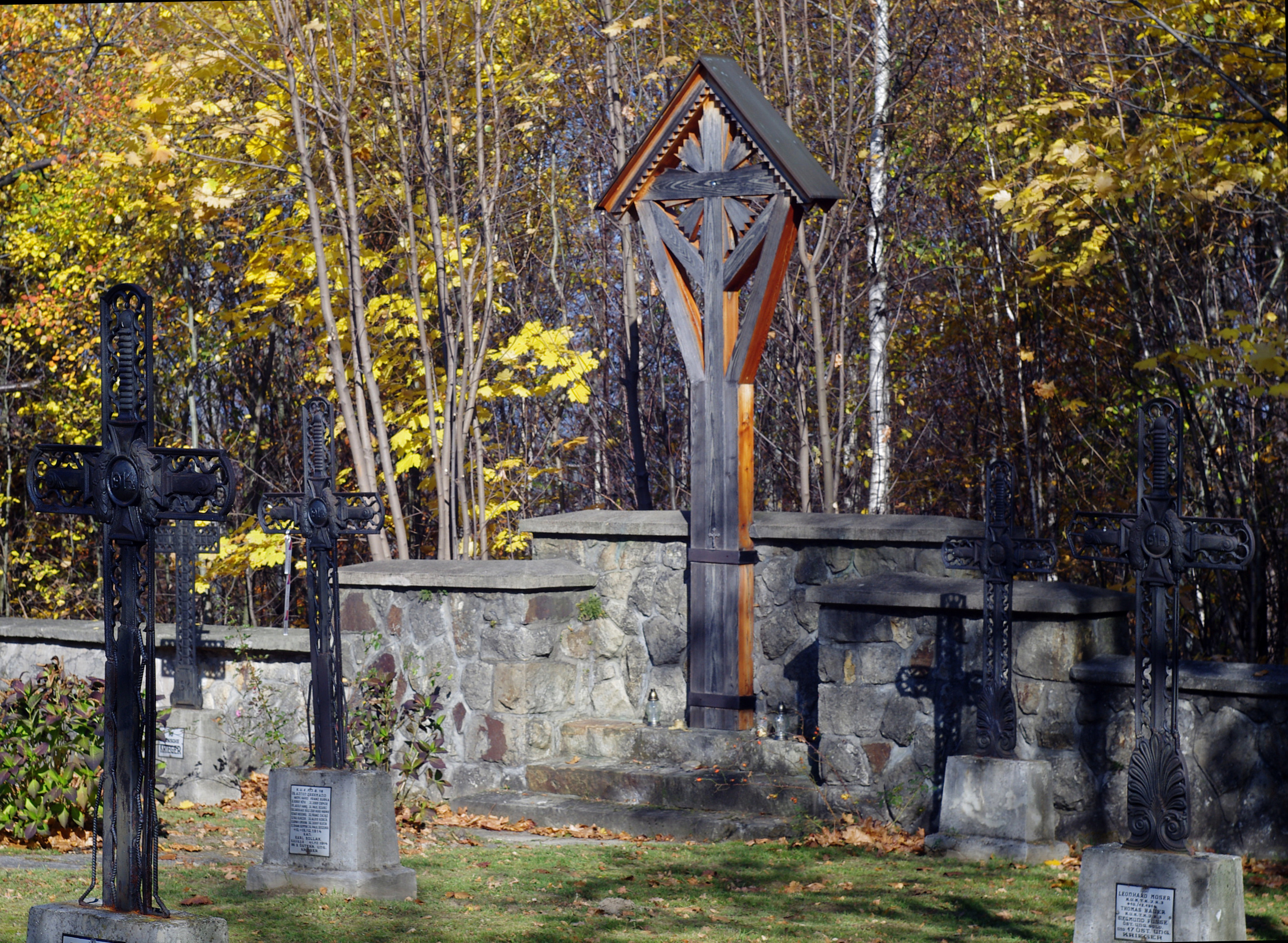
Drewniany krzyż wmontowany w ogrodzenie

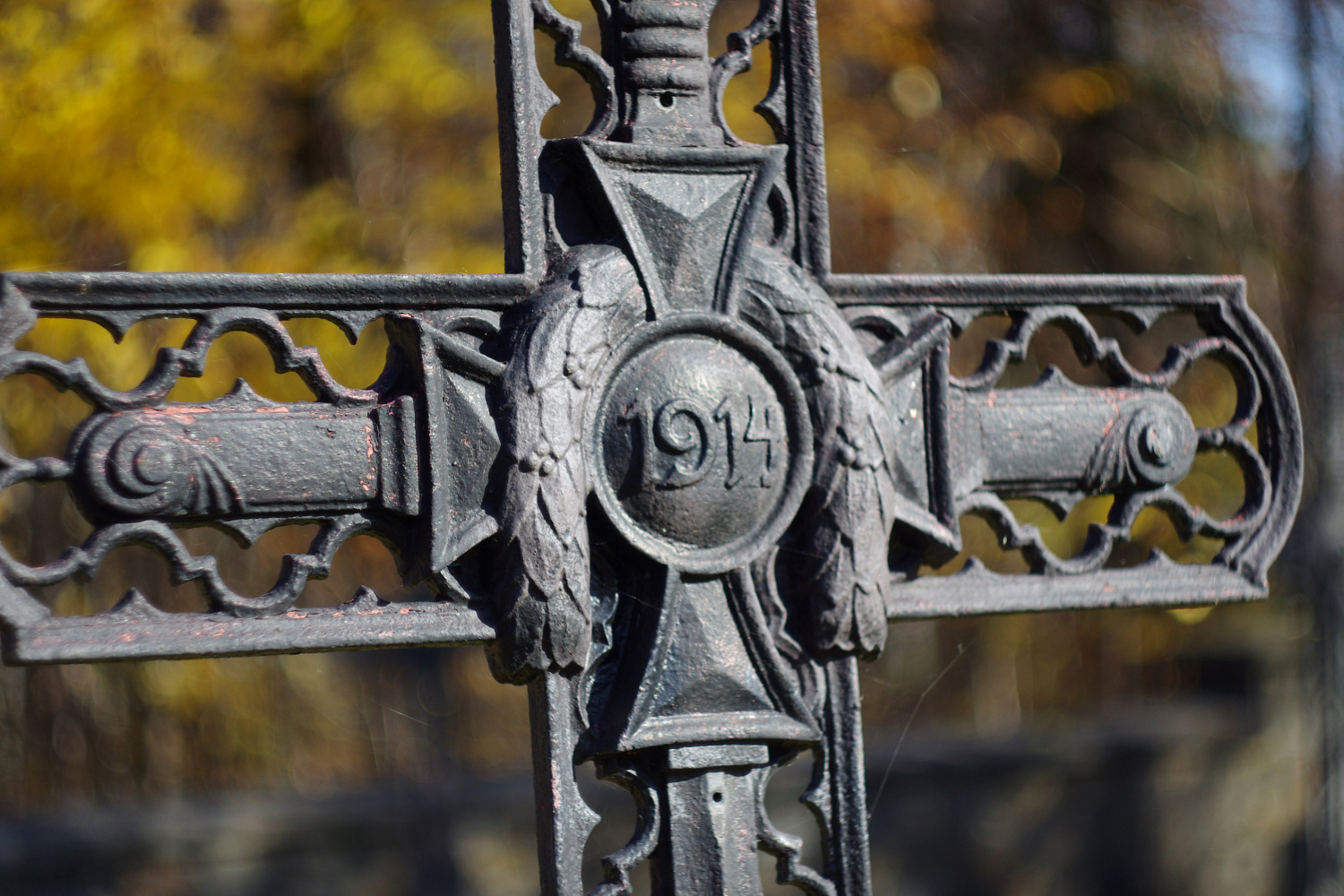
Żeliwny krzyż

Cmentarz wojenny nr 340 – Zonia – cmentarz z I wojny światowej znajdujący się w północnej części przysiółka Zonia miejscowości Sobolów w województwie małopolskim, w powiecie bocheńskim, w gminie Łapanów. Jest jednym z 400 zachodniogalicyjskich cmentarzy wojennych zbudowanych przez Oddział Grobów Wojennych C. i K. Komendantury Wojskowej w Krakowie. Z tej liczby w okręgu bocheńskim cmentarzy jest 46.

## Położenie
Położony jest na wysokości ok. 390 m w przysiółku Zonia, tuż po prawej stronie drogi z Zawady przez Wolę Nieszkowską do Sobolowa. W miejscu tym przy drodze znajduje się krzyż, cmentarz jest około 20 m od drogi, na obrzeżu lasu i niewielkich pół uprawnych. Po tej samej stronie drogi, około 50 m na wschód w lesie znajduje się nieczynny kamieniołom w Sobolowie.

## Historia
Pochowano tutaj wspólnie na jednym cmentarzu żołnierzy armii rosyjskiej i austro-węgierskiej, którzy zginęli na okolicznych polach na początku grudnia 1914 w czasie operacji limanowsko-łapanowskiej. 7 grudnia Rosjanie obsadzili wzgórza na zachód od Stradomki w miejscowościach Sobolów, Gierczyce i Nieprześnia. Atakujące od strony Łapanowa i doliny Stradomki wojska austriackie zdobywały je przez kilka dni. Po kilkudniowych niezwykle zaciętych walkach Austriacy zdobyli pozycje rosyjskie na wzgórzach w miejscowościach Buczyna, Grabina, Stradomka, Sobolów, Chrostowa, Kamyk, Wola Nieszkowska, Nieprześnia wypierając ich z tych miejscowości. 13 grudnia Rosjanie rozpoczęli odwrót dalej na wschód.
Pochowano na nim 227 żołnierzy austriackich oraz 270 żołnierzy rosyjskich (198 żołnierzy znanych z nazwiska).
Polegli 26 XI oraz 1-12 XII 1914 r.

## Opis cmentarza
Jest to cmentarz zbudowany na planie prostokąta. Ogrodzenie cmentarza złożone jest częściowo z kamiennego muru, częściowo z żelaznych sztachet pomiędzy murowanymi z kamienia ciosanego dość wysokimi, masywnymi słupkami. Murek i słupki nakryte są betonowym parapetem. Wejście na cmentarz prowadzi przez murowaną bramę zamykaną metalową furtką. Głównym elementem ozdobnym jest drewniany krzyż wkomponowany w murowane ogrodzenie. Mogiły ułożone w rzędach, a na nich na betonowych cokołach zamontowano 5 rodzajów krzyży:
- duże, żeliwne i ażurowe: dwa typu austriackiego i jeden dwuramienny, prawosławny
- mniejsze, wykonane z płaskich żelaznych prętów (również austriackie i prawosławne).

## Losy cmentarza
Pierwszego pochówku dokonali okoliczni mieszkańcy. Żołnierzy pochowano jednak płytko i w miejscach przypadkowych. Utrudniało to uprawę ziemi, a na wiosnę pojawiła się też możliwość epidemii. W 1915 Austriacy przystąpili do budowy cmentarzy. Wykonali je bardzo solidnie, zakładali bowiem, że będą one miejscem pielgrzymek i uroczystości patriotycznych. Przy ekshumacji i budowie cmentarzy wykorzystywano jeńców wojennych. W okresie Polski międzywojennej doceniano rangę cmentarza i był wówczas pielęgnowany przez miejscową społeczność. Po II wojnie ranga cmentarza w świadomości społeczeństwa i ówczesnych władz zmalała. Cmentarz ulegał w naturalny sposób niszczeniu. Dopiero w latach 80. zaczęła narastać świadomość potrzeby ochrony. Obecnie cmentarz jest odnowiony i pielęgnowany.